# 헤르쯔 아날로그
헤르쯔 아날로그(Herz Analog, 본명: 허성준, 1986년 5월 3일 ~ )는 대한민국의 인디가수다.
2008년 《prelude》로 데뷔, 2010년 파스텔뮤직 컴필레이션 앨범인 《사랑의 단상 Chapter.3 - Follow You, Follow Me》에 타이틀곡 '이별을 걸으며'를 수록하였으며, 2012년 11월 정규 1집 'Herz Analog'를 발표했다. 2012년 12월에는 배우 신세경과 에피톤 프로젝트가 보컬을 맡은 크리스마스 캐롤 '달콤한 크리스마스'의 작곡을 맡은 데 이어 뮤직비디오에 출연하기도 했다. 2013년 임정희의 요청으로 정규 1집의 타이틀곡인 '오랜만이다'를 듀엣으로 디지털 싱글 발매하였으며, 2014년 6월 새 멤버인 여성 싱어송라이터 주하를 영입하여 EP 앨범 '어서오세요 여름밤'을 발매했고, 그 다음 앨범 '나의 조각들'이후로는 다시 솔로로 활동하고 있다.